# NGC 2288
NGC 2288 è una galassia ellittica nana situata nella costellazione dei Gemelli, a una distanza di circa 267 milioni di anni luce dalla nostra Via Lattea.

## Scoperta
La galassia è stata scoperta il 22 febbraio 1849 dal fisico irlandese George Johnstone Stoney.

## Descrizione
Dato il valore della sua luminosità superficiale pari a 11,66, NGC 2288 può essere inclusa tra le galassie che presentano una elevata luminosità superficiale.
Nella stessa area di cielo di NGC 2288, nelle immagini sono visibili anche le galassie NGC 2289 e NGC 2290.